# Maria da Graça
Maria da Graça (Lourenço Marques, 17 de Março de 1919 — Lisboa, 3 de Fevereiro de 1995) foi uma actriz e cantora portuguesa.

## Biografia
Maria da Graça entrou para a Emissora Nacional em 1939, dando aí início à sua carreira.
Em 12 de Junho de 1946, participou na "Festa da Rádio", realizada no Coliseu do Porto.

## Filmografia
- Porto de Abrigo (1941) - Maria da Graça[5]
- O Pátio das Cantigas (1942) - Maria da Graça[1][5]
- Ladrão, Precisa-se!... (1946) - Clara[5]

## Discografia

### Compilações
- Colecção O Melhor dos Melhores (n.º 74) (1997, CD, Movieplay)[6]